# ダメ親と呼ばれても学年ビリの3人の子を信じてどん底家族を再生させた母の話
『ダメ親と呼ばれても学年ビリの3人の子を信じてどん底家族を再生させた母の話』（ダメおやとよばれてもがくねんビリの3にんのこをしんじてどんぞこかぞくをさいせいさせたははのはなし）は、2015年2月にKADOKAWAから出版された書籍。

## 概要
『学年ビリのギャルが1年で偏差値を40上げて慶應大学に現役合格した話』の著者が、母との共著で出版した書籍。
『学年ビリのギャルが1年で偏差値を40上げて慶應大学に現役合格した話』の読者から数多くのビリギャルの母の子育て法や信念や人生をもっと知りたいという声があったことからこの書籍が著されることとなった。
この書籍の出版まで語られなかったビリギャルの裏側の真実が書かれた物語となっている。ビリギャルの母が初めてこの書籍で明かした壮絶な物語が書かれている。
読者の家族に奇跡を起こす子育て法で、全ての母親が必読であるノンフィクションであるとしている。爆発的に伸びる子供を育てるための小説としている。著者の家庭は夫婦が不和で、子育ては失敗だらけだったのが、そこから脱却し大逆転の幸福を得た子育て法の物語。坪田信貴が推薦して、作品内で解説もしている。
偏差値30から慶應義塾大学に合格した姉と、自暴自棄から立ち直った弟と、不登校から上智大学に合格した妹について、姉であるビリギャル本人とその母によって語られる実話。祖母から母、母から娘へと受け継がれた折れない心というのがあり、その心とは何であるか語られている。そしてどん底の家庭環境の中でどのようにして伝えられたのか語られている。
ビリギャルの祖母である人は親族に金を生涯むしられて、ビリギャルの母はその母であるビリギャルの祖母にあたるその人に幸せな家庭を見せたいと思って夫婦生活が始められていた。だがその夫婦生活はすぐに冷え切り怒号が飛び交う家庭になってしまった。そのような中でビリギャルの母は改心し、新しい子育てを始めたことや爆発的な頑張りが書かれている。
母がこれまでの失敗を糧に始めた全く新しい子育ては、子供を絶対に叱らない叩かないや、本人がワクワクすることだけをさせるや、子供を信じ絶対に味方になるなど。それまでの母は、自らが母に育てられたのと同じように子供に厳しく怒鳴りつけ、叩いてしまうこともあった。それからは弟が警察に補導されても叱らなかった。
冷え切った夫婦関係が子供に与えた影響は大きく、夫婦が変わったことで子供たちも変わっていったと述べられている。
作中では服装が派手になるとか、人と違うことをするとか、タバコを吸うとか、ピアスの穴を開けるとか、化粧をするとか、髪を染めるとかは、みんないつか時期が来たらするかもしれないことであり、これらのことを早くやっただけで悪いこと断じるのは間違いであると主張している。
東京大学に行く子もビリの子も地頭の差は大して無く、遅れているかいないかだけであり、現段階では高校2年生であるというのに小学校4年生の知識ならば、その時点に戻るだけでできない子ができる子に変わっていくということが述べられている。
累計10万部を超えるベストセラーとなった。